# 上海财经大学附属中学
上海财经大学附属中学是位於中華人民共和國上海市楊浦區的一所高級中學，是杨浦区实验性示范性高中，位于宁武路151号。

## 歷史
- 學校原名斯高学院，始建于1933年，由天主教慈幼会创办。後來又改名斯高工艺院，設立木工、印刷、机械等學科，并建立工场。
- 1938年起，增设普通科和高中部。
- 1951年6月，改名上海市建设中学。
- 1955年，學校的技术部并入其他學校，同時沪东公社的中學部并入。
- 1958年，學校的初中和高中分離。初中部命名为孝和中学，名稱來自王孝和。高中部依然沿用原名上海市建设中学。
- 1960年，高中部也改名孝和中学。
- 1967年，恢复上海市建设中学校名。
- 2007年學校改名上海财经大学附属中学。[1][2]